# Pure (The Lightning Seeds)
Pure is een nummer van de Britse band The Lightning Seeds uit 1989. Het is de eerste single van hun debuutalbum Cloudcuckooland.
"Pure" was volgens zanger Ian Broudie het eerste nummer wat hij ooit geschreven en gezongen had. Het nummer werd vooral een hit in het Verenigd Koninkrijk, waar het de 16e positie bereikte. In het Nederlandse taalgebied bereikte het nummer geen hitlijsten.